# Drzonowo (powiat szczecinecki)
Drzonowo – wieś w Polsce położona w województwie zachodniopomorskim, w powiecie szczecineckim, w gminie Biały Bór, przy drodze krajowej nr 20 ze Stargardu do Gdyni.

## Położenie
Miejscowość jest położona nad Jeziorem Drzonowskim w Dolinie Gwdy. Wieś zamieszkuje 190 osób. Drzonowo jest siedzibą sołectwa i znajduje się tu świetlica wiejska. We wsi mieści się także placówka urzędu pocztowego oraz gorzelnia.

## Historia
Wieś przed 1945 miała niemiecką nazwę Schönau (Szynówek), którą po wojnie przemianowano na Drzonowo. W latach 1954–1971 wieś należała i była siedzibą władz gromady Drzonowo, po jej zniesieniu w gromadzie Szczecinek. . W latach 1975–1998 wieś należała do woj. koszalińskiego.

## Obiekty
W Drzonowie znajduje się neogotycki kościół pw. Krzyża Świętego, który został poświęcony 30 września 1973. Od 1989 roku świątynia jest kościołem parafialnym utworzonej w tym samym roku parafii Krzyża Świętego.
Wieś ma szkołę podstawową, do której według danych gminy w 2007 roku chodziło 91 uczniów. W szkole utworzona jest także klasa tzw. zerówka, do której chodziło 13 dzieci.
Około 1 km na wschód od wsi znajduje się przystanek kolejowy, przez który przebiega linia kolejowa Piła Główna – Ustka. W lesie za stacją rozciągają się poniemieckie linie fortyfikacyjne Wału Pomorskiego.

## Zabytki
W Drzonowie znajduje się zabytek chroniony prawnie, tj. budynek gospodarczy nr 19. Wieś ma także kilka zabytków nierejestrowanych:
- kościół pw. Krzyża Świętego – murowany z 3. ćwierci XIX wieku. Do zachodniej strony przylega do niego trzykondygnacyjna wieża z ostrosłupowym dachem hełmowym. Za kościołem znajduje się dwór z 2. połowy XIX w, a pomiędzy można zobaczyć pozostałość parku dworskiego,
- kapliczka murowana z końca XIX wieku,
- dom gminny murowany z końca XIX wieku,
- budynek poczty nr 2 murowany, wybudowany po 1900 r.